# Ungerska rådsrepubliken
Ungerska rådsrepubliken eller sovjetrepubliken 1919 var en kortlivad arbetarstat som upprättades i Ungern under ledning av kommunisten Béla Kun i och med revolutionen efter världskriget. Det var världens första socialistiska stat som upprättades utanför Ryssland. Den varade från 21 mars till 6 augusti 1919, då kontrarevolutionära rumänska och tjeckoslovakiska interventionstrupper krossade rådsrepubliken, varefter en auktoritär regim under Miklós Horthy upprättades.

## Bildande
I samband Österrike-Ungerns sammanbrott under 1918 förklarades Ungern som en självständig republik, kallad Demokratiska republiken Ungern, under ledning av Mihály Károlyi. Detta innebar det definitiva slutet för Ungerns över 400 år långa epok som del av det Habsburgska riket. Den nya republiken var dock svag och saknade större folkligt stöd i landet, istället fanns ett starkt folkligt stöd för den våg av radikala kommunistiska idéer som i sviterna av första världskrigets slut vann mark bland Europas efter krigets hårt prövade arbetarklass, de radikala krafterna var dock splittrade och hade ofta väldigt svårt att ena sig politiskt. I samband med den framgångsrika oktoberrevolutionen 1917 i Ryssland, och bildandet av den kommunistiska stat som senare skulle bli Sovjetunionen, inspirerades dock många andra radikala ledare i Europa att genom revolution skapa egna arbetarstater i sina hemländer. En av dem som drömde om en egen kommunistisk revolution i sitt hemland var den ungerske kommunisten Béla Kun, som under sin tid som krigsfånge i Moskva tillsammans med en liten skara likasinnade formellt hade bildat det ungerska kommunistpartiet den 4 november 1918. Ett par veckor senare återvände Kun och några av hans anhängare till Ungern för att organisera det folkliga missnöjet mot den nya republiken under kommunistpartiets ledning. Den 24 november grundades det ungerska kommunistpartiet officiellt och under månaderna som följde växte kommunistpartiet snabbt från ett par hundra medlemmar i november 1918 till att omfatta omkring 30 000-40 000 medlemmar i februari 1919. Károlyis regering gjorde vad den kunde för att stoppa kommunistpartiets framväxt men tappade snart initiativet. Som en sista desperat åtgärd för att hålla kommunisterna borta ifrån makten tvingade president Károlyi sin konservative premiärminister Dénes Berinkey att avgå den 20 mars 1919 och följande dag tillkännagav han att det ungerska socialdemokratiska partiet skulle bilda en ny regering. Socialdemokraterna hade dock i hemlighet och utan Károlyis vetskap inlett förhandlingar med kommunisterna om att gå ihop till ett parti. Detta resulterade i att landet nu fått en kommunistdominerad regering där Kun snabbt tog plats som dess ledare. Samma dag som den nya regeringen tillträdde avskedade Kun Károlyi och förklarade Ungern vara en rådsrepublik.

## Politik

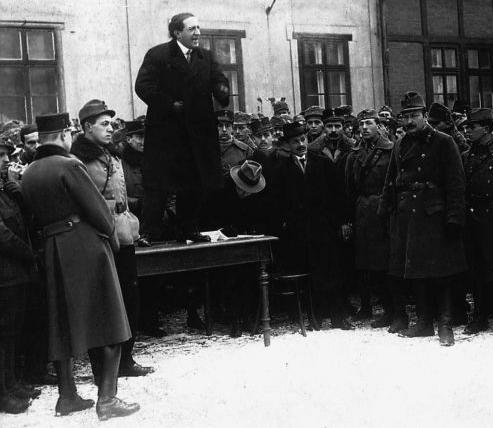
József Pogány talar inför revolutionära soldater.

Med inspiration från Lenins modell i Ryssland upprättades en ny typ av regering kallad Revolutionära styrande rådet eller Revolutionsrådet som leddes av Sándor Garbai. Rådet bestod av en koalition av kommunister och socialdemokrater men antog snart en renodlad kommunistisk politik där Garbai och Kun var de som i praktiken innehade makten. Revolutionsrådet upprättade ett proletariatets diktatur och började omedelbart utfärda en rad dekret med Lenins politik som förlaga, vilka bland annat inkluderade separationen mellan staten och kyrkan, avskaffandet av adelns privilegier, lagstadgad yttrandefrihet och mötesfrihet samt gratis utbildning för alla rådsrepublikens medborgare. Man genomförde också en omfattande nationalisering av industrin, näringslivet, jordbruket, alla bostäder och bankväsendet. 

## Rådsrepublikens fall och monarkins återinförande

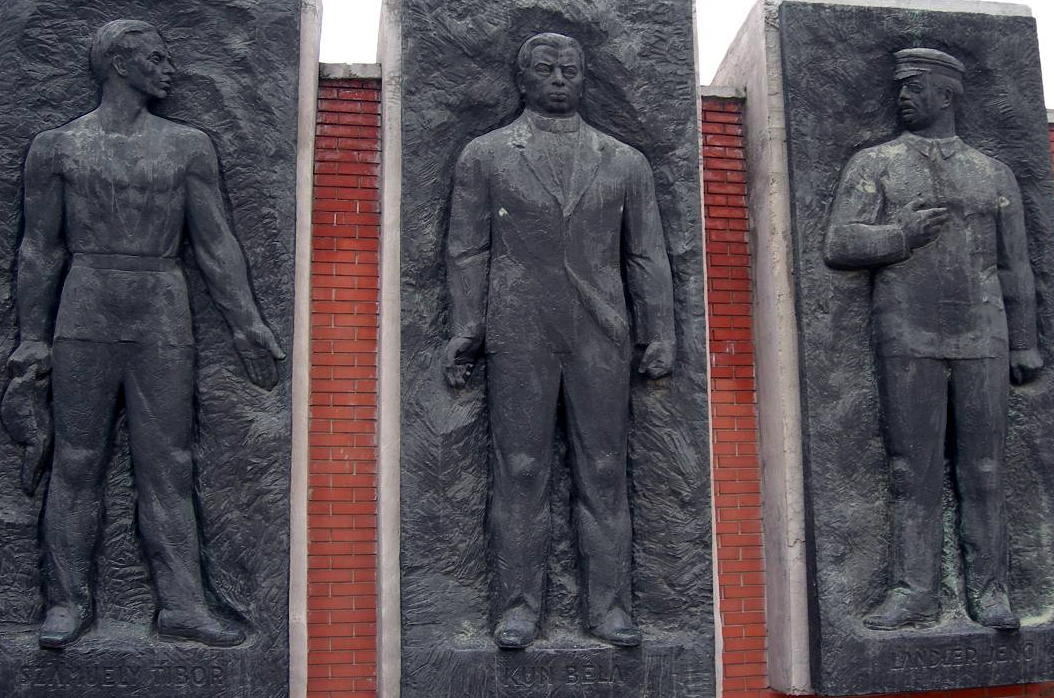
Ett monument över Ungerska rådsrepublikens ledare, från vänster: Tibor Szamuely, Béla Kun, Jenő Landler. Monumentet finns i Memento Park, ett utomhusmuseum utanför Budapest.

Många av revolutionsrådets nya reformer var emellertid hastigt genomförda och ledde till en omfattande inflation och livsmedelsbrist i landet, vilket gjorde att det folkliga stödet för den nya staten snart började svikta. Rådsrepubliken var också så gott som helt isolerad från omvärlden, försök att vinna erkännande från de kvarvarande länderna i ententen samt med den ryska sovjetstaten misslyckades. Snart började man också upprätta egna röda garden, en slags milis, som på flera håll bedrev en omfattande förföljelse mot alla som kritiserade den nya ordningen. Dessutom plågades det styrande revolutionsrådet av inre konflikter som i praktiken gjorde det omöjligt att styra landet. Efter en misslyckad internkupp av socialdemokraterna den 24 juni 1919 slog kommunisterna tillbaka med full kraft och inledde en serie utrensningar i landets styre, detta i kombination med de förföljelser som olika röda garden bedrev i landet har gått till historien som röda terrorn. Parallellt med att den inbördes situation i landet blev allt värre trappades också konflikter med grannländerna Tjeckoslovakien och Rumänien upp. Rådsrepubliken hade i praktiken legat i krig med de båda grannländerna sedan revolutionen i mars men konflikten hade stått och vägt. Under sommaren fick dock rådsrepubliken allt svårare att hålla uppe sina försvarslinjer och den 30 juli 1919 bröt rumänska trupper igenom rådsrepublikens försvarslinjer österifrån samtidigt som tjeckoslovakiska trupper ryckte fram norrifrån. Den 1 augusti flydde Kun och flera andra av de högt uppsatta inom kommunistpartiet till Österrike, flera av dem tog sig så småningom vidare till Ryssland. Den 6 augusti intog rumänska trupper Budapest och därmed upphörde den ungerska rådsrepubliken officiellt att existera.
Godsägarklassen kom att återta makten under amiral Miklós Horthys högerextrema, antidemokratiska ledning. Man upprättade en terrorregim som vände sig mot alla misstänkta radikala grupper och vann snabbt det erkännande från Ententen som Kuns kommunistiska regering aldrig fick .